# Godehard Ontrup
Godehard Ontrup OSB, bürgerlich Johann Bernhard Ontrup, (* 28. Oktober 1773 in Rinkerode; † 12. Mai 1826 in Goslar) war ein römisch-katholischer Ordenspriester, Pfarrer und Theologe.

## Leben
Er studierte in Münster. 1797 wurde er Benediktiner im Michaeliskloster in Hildesheim und nahm den Ordensnamen Godehard an. 1802 empfing er die Priesterweihe. Nach Aufhebung seines Klosters 1803 wurde er zweiter Pfarrer der katholischen Michaelispfarrei. 1805 wechselte er nach Goslar und wurde erster nachreformatorischer katholischer Pfarrer an der den Katholiken überlassenen Jakobikirche. Er erwarb sich große Verdienste um die Konsolidierung und Integration der katholischen Minderheitsgemeinde in der lutherisch geprägten Stadt.

## Schriften (Auswahl)
- Katholisches Lehr- und Gebetbuch. Ein Geschenk für Kinder bei der ersten Kommunion. Hildesheim 1804. Bei Julius Engel Katthagen. Eines Hochwürd. Domkapit. gnäd. privil. Buchdrucker. Widmung: dem Prälat und Abt zu St. Michael in Hildesheim, Wilhelm Rören.
- Predigt über die Notwendigkeit der guten Erziehung, gehalten den 11ten October 1807 in der katholischen Kirche zu Goslar.
- Denkfeier der Thronbesteigung Sr. jetzt regierenden Majestät Hieronimi Napoleon. 1808.
- Katechismus der christkatholischen Glaubens- und Sittenlehre. 1. Aufl. 1811, 2. 1813 (Approbation durch H. Lemoin, C. Rosso und C. Bombi, Synodalexaminatoren), (14. Hannover 1842), Hahnsche Hofbuchhandlung. (Digitalisat der 3. Auflage)
- Kleiner Katechismus der christkatholischen Glaubens- und Sittenlehre, (⁴ Hannover 1828). Ebd. (⁵ 1835) bei der Hahnschen Hofbuchhandlung.
- Predigt von der Liebe gegen die Verstorbenen, gehalten den 25sten Sonntag nach Pfingsten (1812). Gedruckt bei Kircher.
- Die Feierlichkeit der ersten Kinderkommunion (1812) bei Kircher.
- Die vier Stationen der Frohn-Leichnams-Prozession für die katholische Gemeinde zu Goslar (1813).
- Rede bei der Trauung des Wohlgebornen Herrn Amtsmanns zu Escherde, Franz Leopold Dröge mit Demoiselle Adolphine Menshausen. Bei Kircher (1813).
- Predigt bei der Fronleichnamsprozession von der Ehrerbietigkeit gegen das heilige Abendmahl. Kircher (1813).
- Die Lehre vom heiligen Sakramente der Firmung, zusammengetragen aus dem Katechismus und dem Kommuniongeschenk für Kinder, Kircher (1814). Gewidmet dem Freiherrn v. Wendt, Weihbischof und Generalvikar von Hildesheim.
- Vesper-Andacht oder der nachmittägige Gottesdienst auf alle Sonn- und Festtage des Jahres. Kircher (1814).
- Denkmal auf das Grab des weiland Hochehrwürdigen Herrn Jubilarius und Kaplans Hermann Cogreve, Seinen Freunden zum Andenken gewidmet von Godehard Ontrup (1815).
- Predigt am 2. Sonntage nach Ostern als am Feste des heiligen Josephs. Ein Amulett für Eheleute und die es werden wollen. Kircher (1816).
- Franz Rudolph Wippern, ehemaliger Justizamtmann zu Schladen im Fürstenthum Hildesheim war geboren zu Hoheneggelsen den 10ten August 1736, gestorben zu Goslar den 13ten und begraben den 16ten 1816. Ein Denkmal für seine Freunde.
- Rede beim Sarge weiland des Hochwürdigsten Herrn Pastors zu Grauhof Franz Heinrich Schlanstein. Ein Denkmal für seine Pfarrkinder (1816).
- Handbüchlein zum Rechnen und Geschäftsstyl für die liebe Jugend in Stadt- und Landschulen. (²1818, bei Kircher).